# 齊魯企業
齊魯企業股份有限公司，簡稱齊魯公司，曾是一家在青島市成立的中國國民黨黨營企業。1950年於台灣台北復業，仍為有限公司。

## 簡介

### 中國大陸時期
1947年6月，中國國民黨財委會在青島市成立齊魯企業股份有限公司籌備處。同月14日，齊魯企業股份有限公司購買「青島啤酒公司」股份，並更名為「齊魯企業青島啤酒廠」。不久之後，召開股東創立大會，該公司統籌青島、濟南地區接收重組的工廠，其下有青島啤酒廠、麵粉廠、橡膠廠、青島中國食油公司。

### 台灣時期
1950年在臺灣復業，在臺灣成立橡膠廠、水泥廠，還另外投資了4家電器公司:93-95。
2007年1月12日公開訊息，齊魯公司還投資了亞太固網的金額共計新台幣3億元。

### 政黨政治
2016年10月7日，不當黨產處理委員會召開首場聽證會，將認定中央投資公司與欣裕台公司是否為中國國民黨附隨組織；國民黨指派證人之一的雲林科技大學科技法律研究所教授吳威志不滿黨產會委員連番壓迫式逼問，退席抗議；隨即接受詢問的中國國民黨行政管理委員會主任委員邱大展被問到與本日爭點無關的齊魯公司，他說，齊魯公司的資料太多且年代久遠、還包含了中華民國青島市政府的地政資料，如果黨產會需要，他可以交出來，因為這筆財產已經被中國共產黨用不法手段拿走了，麻煩黨產會向中國共產黨討回來。
2016年10月14日，民主進步黨立法委員高志鵬指控，齊魯公司移轉至轉投資事業齊揚公司名下的「新北市中和區烘爐地段456地號」等多筆特種工業區土地之課徵稅目為田賦，齊揚甚至握有多筆農業用地，恐不符規定。高志鵬說，齊揚名下課徵田賦之土地共有廿九筆，其中十七筆為特種工業區、四筆為農業區、八筆為保護區，多是民國四十幾年所取得；依據修正前的《土地法》第卅條規定，齊揚作為工業公司不能持有農業區土地，其產權取得有「無效」之虞，黨產會應追查。中國國民黨中央委員會文化傳播委員會副主任委員胡文琦回應，樂見高志鵬將相關資料向黨產會提出檢舉，國民黨願意接受公開檢驗；國民黨黨產在陳水扁政府時代早經行政院政務委員許志雄與監察委員黃煌雄透過行政機關全面清查過，目前所有黨產都屬合法。

## 歷任負責人
董事長
- 陳良(1950年9月-1971年12月)
- 薛立言(？-今)，中正大學財務金融系教授。